# Paper Animals
Paper Animals (транскр. Пејпер енималс) српска су музичка група из Београда. Жанровски се најчешће сврставају у инди рок.

## Историја

### Почеци и основни подаци
Групу Paper Animals су крајем 2016. године основали Дамјан Јовановић (гитара), Софија Недељковић (вокал), Дарко Пасујевић (бас-гитара) и Марко Ракић (бубањ). Гитариста Дамјан Јовановић наводи да је у оснивање групе кренуо у жељи да окупи људе сличног сензибилитета с којима би изводио своју ауторску музику. Са Софијом, певачицом групе, познаје се још од средњошколских дана и њих двоје су првобитно почели да праве музику самостално, у акустичном аранжману. Преосталу двојицу чланова пронашли су путем друштвених мрежа и преко заједничких познанстава. Басиста Дарко Пасујевић, најмлађи члан групе, завршио је нижу музичку школу, смер за класичну гитару. Осталих троје чланова су самоуки музичари.
Текстови песама су им на енглеском језику. Први наступ одржали су 10. децембра 2016. у београдском клубу Рокање и том приликом бину су делили са кантаутором Френком Магнолијом и саставом Степа.
Првог дана априла 2018. објавили су спот за дебитантски сингл Guts and Bones. Тог пролећа такмичили су се и на Бунт рок фестивалу, али нису успели да се пласирају у финале.

### 2018—данас:
су почетком новембра 2018. спотом за сингл Division најавили дебитантски албум. У априлу 2019. потписали су уговор са издавачком кућом Контра.

## Чланови

### Садашњи
- Софија Недељковић — вокал
- Дамјан Јовановић — гитара
- Дарко Пасујевић — бас-гитара
- Марко Ракић — бубањ

## Дискографија

### Албуми
- (2019)